# Glenzer-Gletscher
Der Glenzer-Gletscher ist ein Gletscher an der Knox-Küste des ostantarktischen Wilkeslands. Er fließt 8 km westlich des Conger-Gletschers in nördlicher Richtung zum östlichen Teil des Shackleton-Schelfeises.
Der US-amerikanische Kartograf Gardner Dean Blodgett kartierte ihn 1955 anhand von Luftaufnahmen der US-amerikanischen Operation Highjump (1946–1947). Das Advisory Committee on Antarctic Names benannte ihn 1955 nach Hubert Glenzer Jr. (1924–2008), Pilot bei der US-amerikanischen Operation Windmill (1947–1948), der überdies bei der Errichtung astronomischer Beobachtungsstationen von der Kaiser-Wilhelm-II.-Küste bis zur Budd-Küste behilflich war.